# Woman Like Me
《Woman Like Me》是英国女子组合混合甜心和美国说唱歌手妮琪·米娜助阵的歌曲，由赛科音乐发行于2018年10月12日，公布于9月30日发布在社交媒体上的视频中，几天前组合发布了一段清唱歌曲的视频，9月初，他们发布了一段在录音室录歌的片段。
自2018年5月以来，该乐队一直在社交媒体上为歌曲打预告，并成为专辑《LM5》的首发主打单曲。《Woman Like Me》在英国和苏格兰排行榜上夺得第二位，爱尔兰地三位，美国排行榜Bubbling Under Hot 100榜第四位。

## 背景和发行
《Woman Like Me》是由杰斯·格莱茵、艾德·希兰以及获得史蒂夫·麦克帮助下的奧妮卡·玛拉奇共同创作，史蒂夫还处理歌曲的出品，杰斯录下了为她将来的密紋唱片而准备的独唱版本，最终于10月下旬在互联网流出。随着制作计划的改变，歌曲从杰斯的新专辑中移除，后来送给了混合甜心。艾德和组合一起“进到录音室并调整了一点点，让歌曲更有点”他们回忆道，“我们的感觉。”然后在午夜上架Spotify。在2018年10年，卡迪·B在她的Instagram帖子中说，她事先收到合作请求但没有接受，因为她正在搞其他歌曲，所以组合才寻了妮琪，妮琪后来表示卡迪在干扰她的合作意向者们。混合甜心后来解释唱片公司是有将歌曲发给了两位说唱歌手，但他们一直想与麻辣鸡合作。歌曲的封面随着音乐视频一并公布，封面中组合相比以往造型更为“朴素”。

## 作曲
《Woman Like Me》是一首带有都市律动感的流行和雷鬼融合风格歌曲。英国歌手杰斯·格莱茵表示，这首是她为她的二专《左右为难》与艾德·希兰、史蒂夫·麦克创作的，但是歌曲上“不适合专辑的出发点”，所以她把歌曲交给混合甜心来录制。杰斯的歌声仍然保留在推出的版本里。
网媒XXL的记者萨姆·达申纳斯称这首歌为“雷鬼风格的流行歌曲”，并称妮琪的说唱像她之前在与爱莉安娜·格兰德合作的单曲《招摇》中的一样。根据索尼/聯合電視音樂出版在Musicnotes.com发布的乐谱，《Woman Like Me》以F小調谱写，设定为普通牌子，速度为每分钟150拍。歌声范围从Eb3延伸至Eb5。

## 音乐视频

组合成员站在赫特福德郡的纳贝沃思宅第前凹造型。

据报道，组织于9月底完成了音乐视频的拍摄。利-安妮·平诺克说“这是我个人最喜欢的视频之一。我喜欢它是因为视频中的大多数镜头都是我们。我们几乎没有这样的机会。我们之前从未这样过。”视频于2018年10月25日在Vevo播出，由马克·克拉斯菲尔德执导，在赫特福德郡的纳贝沃思宅第取景拍摄。
截至2018年12月，音乐视频在YouTube上的观看次数已超过9400万。

## 现场演出
混合甜心在2018年10月21日BBC廣播一台的青少年奖上首次演唱了《Woman Like Me》，还演唱了《Shout Out to My Ex》、《Touch》和《Only You》。在10月28日的节目《X音素》演唱了歌曲。第一次与妮琪同台演唱是在11月4日西班牙毕尔巴鄂的2018年MTV欧洲音乐奖上。

## 鸣谢名单
整理自Tidal。
- 混合甜心 – 演唱，创作
- 妮琪·米娜 – 助阵演唱，创作
- 杰斯·格莱茵 – 创作
- 艾德·希兰 – 创作，低音，吉他
- 史蒂夫·麦克（英语：Steve Mac） – 创作，键盘，钢琴，制作
- 克里斯·劳斯 – 鼓，工程，编制
- 丹恩·珀西 – 工程
- 约翰·帕里切利 – 吉他
- 菲尔·谭 – 混音
- 兰迪·梅里尔 – 母带
- 比尔·齐默尔曼 – 工程

## 排行榜
| 排行榜（2018年）                          | 最高 排名 |
| ----------------------------------------- | --------- |
| 澳大利亚（澳大利亚唱片业协会單曲榜）      | 23        |
| 奥地利（Ö3四十强单曲榜）                  | 33        |
| 比利时佛兰德（Ultratop五十强单曲榜）      | 23        |
| 比利时瓦隆（Ultratip榜外單曲榜）          | 2         |
| 加拿大（Canadian Hot 100）                | 60        |
| 克罗地亚（HRT）                           | 28        |
| 捷克（百強數位單曲榜）                    | 29        |
| 欧洲数字歌曲（《公告牌》）                | 3         |
| 53                                        |           |
| 希腊国际数字（(IFPI）                     | 7         |
| 匈牙利（四十強單曲榜）                    | 23        |
| 匈牙利（四十強串流榜）                    | 16        |
| 爱尔兰（IRMA）                            | 3         |
| 以色列（Media Forest电视电台）            | 1         |
| 意大利（FIMI）                            | 79        |
| 日本Japan Hot 100）                       | 87        |
| 日本海外热门（《公告牌》）                | 6         |
| 拉托维亚（Latvijas Top 40）               | 9         |
| 黎巴嫩（Lebanese Top 20）                 | 6         |
| 荷兰（荷蘭四十強單曲榜）                  | 27        |
| 荷兰（百强单曲榜）                        | 27        |
| 新西兰（新西兰唱片音乐协会）              | 23        |
| 挪威（世界之路榜單）                      | 32        |
| 葡萄牙（葡萄牙唱片業協會单曲榜）          | 28        |
| 罗马尼亚（Airplay 100）                   | 33        |
| 蘇格蘭（官方榜单公司單曲榜）              | 2         |
| 新加坡（RIAS）                            | 13        |
| 斯洛伐克（百強數位單曲榜）                | 19        |
| 西班牙实体/数字歌曲（西班牙音樂製作協會） | 12        |
| 瑞典（瑞典最熱榜）                        | 65        |
| 瑞士（瑞士热门音乐榜）                    | 31        |
| 英國（官方榜单公司單曲榜）                | 2         |
| 美国（《告示牌》Bubbling Under Hot 100）  | 4         |

## 销量认证
| 地區                                                       | 认证 | 认证单位/销量 |
| ---------------------------------------------------------- | ---- | ------------- |
| 澳大利亚（澳大利亚唱片业协会）                             | 金   | 35,000‡       |
| 巴西（巴西唱片業協會）                                     | 金   | 20,000‡       |
| 英国（英国唱片业协会）                                     | 银   | 200,000‡      |
| *僅含認證的實際銷量 ^僅含認證的出貨量 ‡僅含認證的+實際銷量 |      |               |

## 发行历程
| 区域   | 日期           | 形式          | 厂牌 | 参文   |
| ------ | -------------- | ------------- | ---- | ------ |
| 全球   | 2018年10月12日 | 數位下載 串流 | 赛科 | [ 57 ] |
| 意大利 | 2018年10月26日 | 當代流行電台  | 索尼 | [ 58 ] |